# المحسن بن علي
ٱلْمُحَسِّنُ بْنُ عَلِيِّ بْنِ أَبِي طَالِبٍ من زوجته فاطمةَ الزهراء بنتِ الرسول محمد، اختلف أهل السنة والشيعة في وجوده، وأجمع من قالوا بميلاده أنه تُوفي صغيرًا، ولكنهم اختلفوا في سنة مولده ووفاته.

## وجود المُحَسِّن
اختلف الشيعة حول وجود ولد باسم المحسن للسيدة فاطمة الزهراء، وكذا وقع الاختلاف عند السنة. 

## اسمه ومولده
اتفق السنة والشيعة ممن يرون ولادة المُحَسِّن أن الرسول محمد سماه مُحَسِّنًا بعد أن سمى الحسن والحسين، إلا إن السنة يَرَون أنه سُمِّي في حياة الرسول بعد ولادته. ويرى الشيعة أنه سمي في حياة رسول الله حملًا، وأن الرسول توفي قبل أن يولد.

## وفاته
يروي ابْنُ حَجَر العسقلاني والسَّخَاوي أنّ المُحَسِّن مات صغيرًا في حياة رسول الله محمد، وسبقهما في ذلك الذهبي في سير أعلام النبلاء وابن كثير في البداية والنهاية والبيهقي في سننه،
، وأما الشيعة فيروي بعض رواتهم أنه قُتل في حادثة كسر الضلع بعد أن عُصرت أمه فاطمة الزهراء خلف الباب.

## وصلات خارجية
- كتاب المحسن السبط مولود أم سقط
- كتاب أدب المحنة أو شعراء المحسن بن علي